# Estados de ánimo
Estados de ánimo — третий студийный альбом испанской группы El Canto del Loco, вышедший 22 мая 2003 года в Испании. Песня «La madre de José» из нового альбома вновь возносит группу на первое место в хит-параде радио Los 40 Principales.
Когда продажи альбома превысили 100 тыс. экземпляров, музыканты завоевали свой первый трофей — 1х Платиновый диск. Всего было продано более 244 тыс. копий альбома.

## Список композиций
| Оценки критиков | Оценки критиков |
| Источник        | Оценка          |
| --------------- | --------------- |
| Allmusic        | [ 3 ]           |
| MTV             | без рейтинга    |

| №   | Название                           | Длительность |
| --- | ---------------------------------- | ------------ |
| 1.  | «Volver a disfrutar»               | 3:11         |
| 2.  | «La madre de José»                 | 3:11         |
| 3.  | «Ya nada volverá a ser como antes» | 2:55         |
| 4.  | «Insoportable»                     | 4:08         |
| 5.  | «Dentro de mí»                     | 3:28         |
| 6.  | «Otra vez»                         | 3:22         |
| 7.  | «Siempre cerca»                    | 3:45         |
| 8.  | «Como un perro ladrando»           | 2:38         |
| 9.  | «Equis»                            | 3:39         |
| 10. | «Una foto en blanco y negro»       | 3:29         |
| 11. | «No voy a parar»                   | 3:17         |
| 12. | «Te recuerdo» (Bonus track)        | 2:36         |